# Samsung Galaxy Note 7
Das Samsung Galaxy Note 7 (Eigenschreibweise: SAMSUNG Galaxy Note7) war ein Smartphone des Herstellers Samsung, das im europäischen Raum der Nachfolger des Samsung Galaxy Note 4 werden sollte, da das Note 5 nicht in Europa erschien. Wenige Wochen nach Veröffentlichung wurde die Produktion des Gerätes aufgrund technischer Mängel eingestellt und die bereits verkauften Geräte zurückgerufen.
Überarbeitete Restbestände der Geräte wurde ab Juli 2017 als Samsung Galaxy Note FE in einigen Ländern verkauft.

## Name
Das Samsung Galaxy Note 5 wurde in Europa offiziell nicht vermarktet. Um Verwirrung zu vermeiden, wurde die laufende Nummer an die der im selben Jahr vorgestellten Smartphones der Samsung-Galaxy-S-Reihe – also S7 und S7 Edge – angepasst, indem die Bezeichnung Note 6 übersprungen wurde. Bis dahin war die laufende Nummer eines in einem bestimmten Jahr vorgestellten Galaxy-S-Gerätes im Vergleich zu dem im selben Jahr später vorgestellten Note-Gerät stets um eins erhöht.

## Rückrufaktion

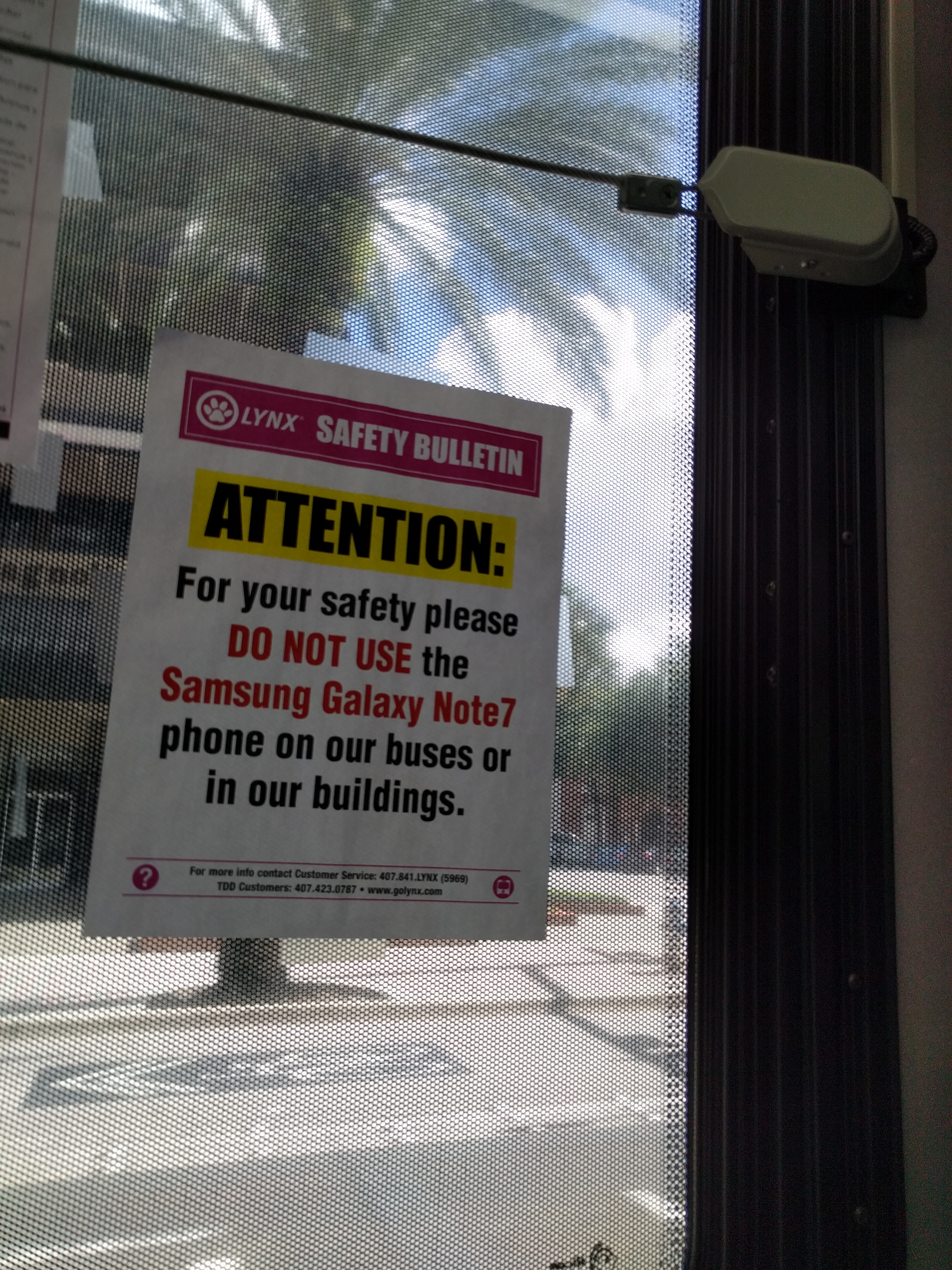
Warnhinweis des ÖPNV-Unternehmens Lynx in Orlando, USA

Kurz nach der Markteinführung des Galaxy Note 7 wurde bekannt, dass es durch einen Produktionsfehler zu Überhitzungen und teilweise auch Explosionen des Akkus beim Ladevorgang gekommen war, wobei die Zellen von SDI und ATL stammten. Daraufhin startete Samsung eine Rückrufaktion. Laut Samsung seien 0,1 Prozent aller verkauften Geräte mit dem Fehler behaftet. Samsung bot jedem, der bereits ein Gerät besitzt, einen kostenlosen Austausch gegen ein neues Gerät an. Das Gerät soll bis zum Tag des Rückrufs in zehn Ländern rund 2,5 Millionen Mal verkauft worden sein.
Aufgrund der potenziellen Brand- und Explosionsgefahr gab die US-Luftfahrtbehörde (FAA) am 8. September 2016 die Empfehlung heraus, das Gerät während eines Fluges nicht in Betrieb zu haben oder an Bord aufzuladen, die Europäische Agentur für Flugsicherheit (EASA) folgte tags darauf. Verschiedene Fluggesellschaften, darunter die Lufthansa, untersagten die Benutzung des Note 7 an Bord ihrer Flugzeuge.
Die von Samsung gestartete Rückrufaktion gestaltete sich indes schwierig, da defekte Lithiumbatterien bzw. Geräte mit solchen im Lufttransport generell verboten sind. Um die weltweite Auslieferung der nach eigenen Angaben sicheren Ersatzmodelle sicherzustellen, sah Samsung sich veranlasst, deren Verpackungen mit einer speziellen Kennzeichnung zu versehen, damit diese von den zuvor ausgelieferten fehlerhaften Modellen unterschieden werden konnten.
Nachdem sich auch einige Austauschgeräte des Note 7 entzündet hatten, berichteten die südkoreanische Nachrichtenagentur Yonhap und das Wall Street Journal Anfang Oktober 2016, Samsung habe die Produktion vorerst gestoppt. Nach den erneuten Brandberichten kündigten AT&T und T-Mobile US an, den Vertrieb des Note 7 einzustellen.

## Weltweiter Verkaufsstopp
Anfang September 2016 wurde der Verkauf des Galaxy Note 7 vorübergehend gestoppt. Nachdem auch bereits ausgelieferte Smartphones mit verbessertem Akku aus dem Austauschprogramm Feuer gefangen hatten, gab Samsung am 11. Oktober 2016 das Produktionsende des Galaxy Note 7 bekannt, weil es neben den sich überhitzenden Akkus möglicherweise ein weiteres technisches Problem gebe. Der Konzern rief dazu auf, Original- und Austauschgeräte abzuschalten und nicht mehr zu benutzen. In manchen Ländern wurden Software-Updates verteilt, welche die noch im Umlauf befindlichen Geräte deaktivieren sollten.